# Obinna Eregbu
Obinna Eregbu (né le 9 novembre 1969 à Owerri) est un athlète nigérian, spécialiste du saut en longueur.

## Biographie
Il s'adjuge la médaille d'or du saut en longueur lors des Championnats d'Afrique 1993, à Durban, en devançant avec le marque de 8,32 m son compatriote Ayodele Aladefa et le Kényan James Sabulei. En 1994, Obinna Eregbu remporte les Jeux du Commonwealth de Victoria, devant l'Australien David Culbert et le Canadien Ian James. Auteur de la meilleure performance de sa carrière en qualifications avec 8,22 m, il s'impose en finale avec un saut à 8,05 m.

### Palmarès
| Date | Compétition            | Lieu     | Résultat | Marque |
| ---- | ---------------------- | -------- | -------- | ------ |
| 1993 | Universiade            | Buffalo  | 2e       | 8,18 m |
| 1993 | Championnats d'Afrique | Durban   | 1er      | 8,32 m |
| 1994 | Jeux du Commonwealth   | Victoria | 1er      | 8,05 m |

### Records
| Épreuve          | Performance | Lieu     | Date         |
| ---------------- | ----------- | -------- | ------------ |
| Saut en longueur | 8,22 m      | Victoria | 24 août 1994 |